# Kobayashi Yosuke
Yosuke Kobayashi (sinh ngày 6 tháng 5 năm 1983) là một cầu thủ bóng đá người Nhật Bản.

## Sự nghiệp câu lạc bộ
Yosuke Kobayashi đã từng chơi cho Urawa Reds, Yokogawa Musashino, Roasso Kumamoto và Matsumoto Yamaga FC.